# フェーズワン
フェーズワン（Phase One A/S）とは、デンマーク・コペンハーゲン (Roskildevej 39, DK-2000 Frederiksberg) に本社を置く視聴覚機械器具・光学器械器具メーカー。
日本では株式会社DNPフォトイメージングジャパンが代理店となって、645サイズのデジタルカメラ (645DF)、デジタルバックを販売している。傘下にイスラエルのリーフ社 (Leaf Medium Format Photography) を擁し、デジタルバックの製品の知的財産権を管理している。最近はマミヤ・デジタル・イメージング社との共働関係を有し、645サイズのマウント規格を同一又は類似させ、マミヤのレンズを装着可能とし、レンズの供給を受けている。デジタルバックの規格もマミヤ・デジタル・イメージングと同一又は類似で、互換性を有する。645カメラの交換レンズには、マミヤ製のレンズのほか、シュナイダー製のレンズの供給を受けている。中判デジタルカメラの国際的グローバル企業である。RAW画像変換ソフトウェア・画像編集ソフトウェアのCapture Oneの開発・発売している。
レンズは、マミヤでフェイズワンとマミヤの二つのブランド名で販売。ボディは、マミヤとフェイズワンで共同開発でフェイズワン (Phase one 645DF、Phase one 645DF+) とマミヤ (Mamiya 645DF、Mamiya 645DF+) の二つのブランド名で販売、デジタルバックはマミヤとリーフの共同開発でマミヤリーフ社 (MAMIYA LEAF) からリーフ (LEAF) のブランド名で販売。2012年、フェイズワン社からはすべてPhase oneのブランド名で販売されており、マミヤ・リーフ社からは、Mamiya（レンズ、中判カメラのボディ）、Mamiya Leaf（バッテリー）、Leaf（デジタルバック）の3つのブランド名で販売されている。
2015年12月2日、マミヤ・デジタル・イメージングの光学部門を買収し、新たに「Phase One Japan株式会社」を発足させた。